# Noël de Mille
Noël de Mille, né le 29 novembre 1909 à Québec (ville) et mort le 6 mars 1995, est un rameur d'aviron canadien.

## Palmarès

### Jeux olympiques
- Los Angeles 1932
  -  Médaille de bronze en deux de couple[1].